# 莫尔默兰
莫尔默兰是德国下萨克森州的一个市镇。总面积122.29平方公里，总人口22458人，其中男性11035人，女性11423人（2011年12月31日），人口密度184人/平方公里。